# Аристакисян, Артур Саркисович
Арту́р Сарки́сович Аристакися́н (род. 11 октября 1961, Кишинёв, Молдавская ССР, СССР) — российский и молдавский кинорежиссёр, сценарист и оператор.
Автор фильмов «Ладони» и «Место на земле», получивших многочисленные премии на международных фестивалях. Создал лабораторию «Школа притч» (ВГИК).

## Биография
Учился в школе № 41, а затем в Лицее № 37 им. Гоголя города Кишинёв.
Окончил ВГИК, факультет «Режиссура документального кино» (1988—1993, мастерская А. Кочеткова). Его дипломная работа — 140-минутная картина «Ладони» — получила премию «Ника» 1993 года. Лента была посвящена жизни бездомных на улицах Кишенёва. 
В 2001 году вышла вторая картина — «Место на земле», игровая драма о коммуне московских хиппи и бездомных.
По собственному признанию, после распада СССР Аристакисян «не смог встроиться в новое» кинопроизводство. Он сосредоточился на преподавании, работая в Московской школе нового кино и Московском международном университете. Вёл лабораторию «Школа притч» во ВГИК.
В 2020 году провёл выставку «Фотоувеличение» в московском Центре Вознесенского на основе личной коллекции редких архивных фотографий.

## Фильмография

### Режиссёр
- 1993 — Ладони
- 2001 — Место на земле

### Сценарист
- 1993 — Ладони
- 2001 — Место на земле

### Оператор
- 1993 — Ладони

## Награды и премии
- 1994 — Кинопремия «Ника» (За лучший документальный фильм, фильм «Ладони»)
- 1994 — Конкурс студенческих работ на соискание премии «Святая Анна» в Москве (Спец. приз студии «Эй-Би-Эй», фильм «Ладони»)
- МКФ в Берлине 1995 — приз им. Вольфганга Штаудте на Форуме молодого кино, фильм «Ладони»[5]
- МКФ в Карловых Варах (Приз экуменического жюри, фильм «Ладони»)
- МКФ в Копенгагене(Приз за режиссуру, фильм «Ладони»)
- МКФ в Сан-Франциско(Приз им. Сатьяджита Рея, фильм «Ладони»)
- МКФ в Таормине (Спец. приз жюри, фильм «Ладони»)
- МКФ студенческих работ в Мюнхене (Спец. приз жюри, фильм «Ладони»)
- 2001 — МКФ в Карловых Варах (Приз Phillip Morris Freedom, фильм «Место на земле»)
- МКФ в Каннах (участник «Двухнедельника режиссёров» фильм «Место на земле»)
- МКФ «Беллария» (Италия)
- 2004 — Специальный приз жюри за лучший художественный фильм — Ереванский кинофестиваль (фильм «Место на земле»)